# 브란둡 막 에하크
브란둡 막 에하크(고대 아일랜드어: Brandub mac Echach: ?-605년)는 라긴의 왕으로, 이 켄셀락 씨족에 속했다. 에후 막 미레다그의 아들이다.
『라긴의 서』에 따르면, 브란둡은 이 둔랑거 씨족의 아드 케르 막 콜만 마르(595년 몰)의 뒤를 이어 라긴 왕이 되었다고 기록되어 있다. 하지만 실제 브란둡의 전임 왕은 이 말 씨족의 아드 딥키너 막 세나그가 맞다.